# A-Rosa Riva
A-Rosa Riva  — речное круизное четырёхпалубное, каютное, четырёх-с-половиной-звёздочное судно, построенное на верфи Neptun Werft в  Росток-Варнемюнде (Германия) в 2004 году и эксплуатируемое компанией A-ROSA Flussschiff GmbH Росток. С момента своего официального ввода в эксплуатацию судно эксплуатировалось на реке Дунай. Судами-близнецами являются однотипные A-Rosa Bella, A-Rosa Donna и A-Rosa Mia.

## История судна
Судно под строительным номером S.504 было заказано совместным предприятием Seetours в 2002 году на верфи Neptun Werft в Росток-Варнемюнде для эксплуатации на реке Дунай и под именем A-Rosa Riva было передано пароходству в начале марта 2004 года. Из-за ширины в 14,40 м суда невозможно было переправить на Дунай обычным путём через Кильский канал и Ваттовое море и далее по Рейну и каналу Рейн-Майн-Дунай, пропускная способность которого позволяла проводить суда лишь шириной до 11,40 м. Поэтому для доставки судна в Констанцу на Чёрном море было использовано судно-док. После разгрузки в Констанце оно своим ходом прошло каналом Дунай — Чёрное море и поднялось по Дунаю до Пассау, где 9 апреля 2004 года состоялось его крещение и в тот же день A-Rosa Riva отправилась в свой первый рейс вниз по Дунаю. Свой родной порт в Ростоке судно больше не навещало.

## На борту
К услугам пассажиров 100 двухместных кают от 14,5 м² до 16,5 м². Каюты оснащены кондиционером, душем и жидко-кристаллическим телевизором. 48 кают имеют французский балкон. Каюты для экипажа находятся в корме обоих палуб. Ресторан, кафе, винный бар, спортивный зал, две сауны.
- A-Rosa Riva у причала
- A-Rosa Riva и A-Rosa Donna в Будапеште
- A-Rosa Riva в Братиславе